# Escut de Golmés

Escut oficial de Golmés

L'escut oficial de Golmés té el següent blasonament:
Escut caironat: de sable, un món creuat d'or cintrat de gules acompanyat al cap d'una estrella d'or de 6 puntes. Per timbre una corona mural de poble.

## Història
Va ser aprovat el 4 de març de 1987 i publicat al DOGC el 13 d'abril del mateix any amb el número 828.
El món és l'atribut del Crist Salvador, patró del poble. L'estrella és un senyal tradicional de l'escut de la localitat. Els esmalts, sable i or, provenen de les armes dels Anglesola, senyors de la baronia de Bellpuig a la qual pertanyia Golmés.